# Johnson City (Texas)
Johnson City es una ciudad ubicada en el condado de Blanco en el estado estadounidense de Texas. En el Censo de 2010 tenía una población de 1.656 habitantes y una densidad poblacional de 364,53 personas por km².

## Geografía
Johnson City se encuentra ubicada en las coordenadas 30°16′20″N 98°24′26″O / 30.27222, -98.40722. Según la Oficina del Censo de los Estados Unidos, Johnson City tiene una superficie total de 4.54 km², de la cual 4.54 km² corresponden a tierra firme y (0.17%) 0.01 km² es agua.

## Demografía
Según el censo de 2010, había 1.656 personas residiendo en Johnson City. La densidad de población era de 364,53 hab./km². De los 1.656 habitantes, Johnson City estaba compuesto por el 86.41% blancos, el 0.79% eran afroamericanos, el 1.03% eran amerindios, el 0.18% eran asiáticos, el 0.06% eran isleños del Pacífico, el 9.9% eran de otras razas y el 1.63% pertenecían a dos o más razas. Del total de la población el 24.09% eran hispanos o latinos de cualquier raza.